# Nicolaus Adi Seputra
Nicolaus Adi Seputra MSC (ur. 6 grudnia 1959 w Purwokerto) – indonezyjski duchowny katolicki, arcybiskup Merauke w latach 2004–2020.

## Życiorys

### Prezbiterat
Święcenia kapłańskie przyjął 1 lutego 1989 roku w zgromadzeniu Misjonarzy Najświętszego Serca Jezusowego. Pracował na terenie archidiecezji Merauke, m.in. jako proboszcz oraz wikariusz generalny.

### Episkopat
7 kwietnia 2004 roku został mianowany przez papieża Jana Pawła II arcybiskupem Merauke. Sakry biskupiej udzielił mu w dniu 25 lipca 2004 roku jego poprzednik - Jacobus Duivenvoorde.